# Nežfaleš

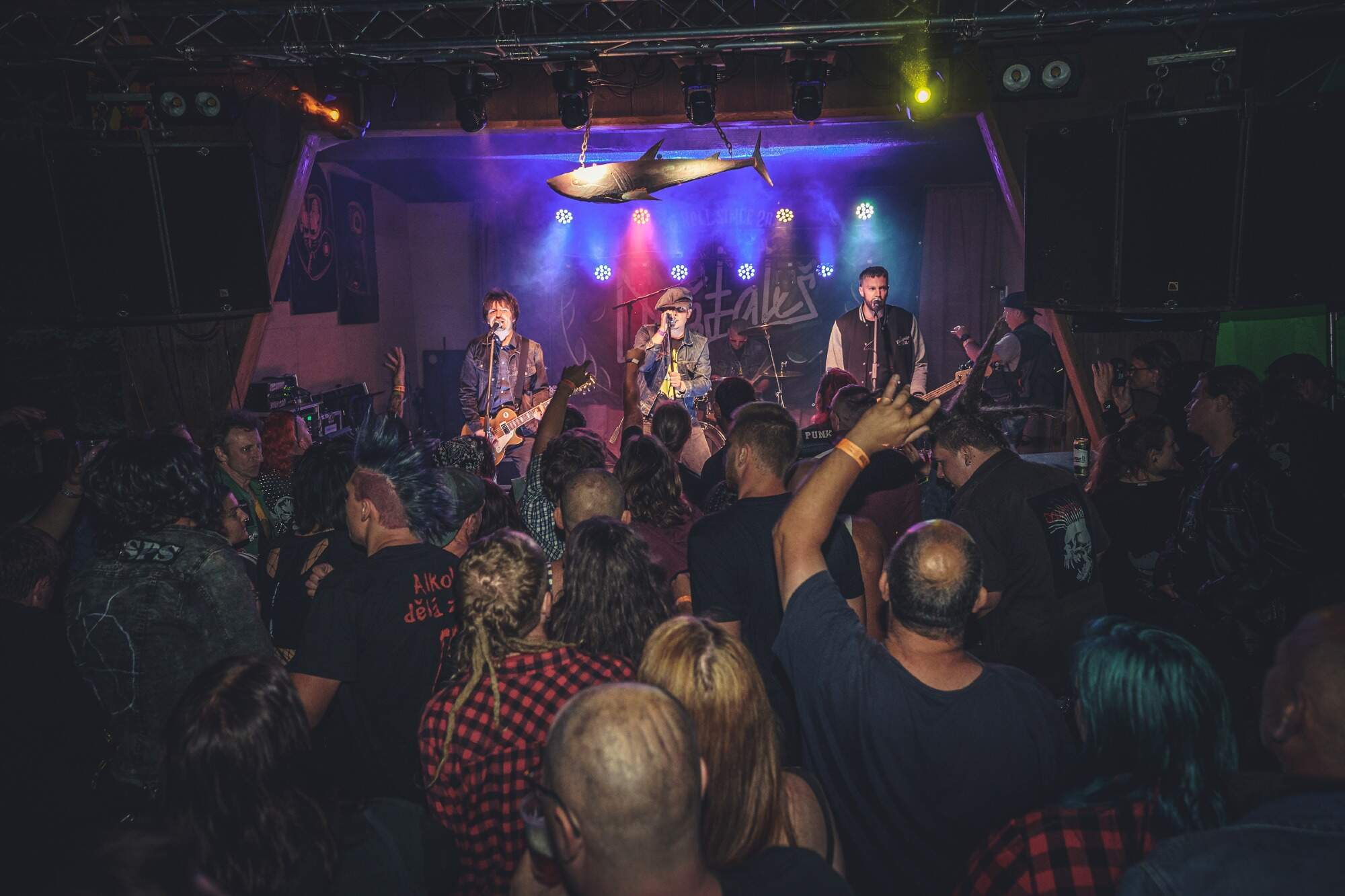

Nežfaleš je česká punk'n'rollová a punkrocková skupina z Prahy založená v roce 2002. Jejím textařem, frontmanem a jediným stále hrajícím zakládajícím členem je Radek Šedivý.

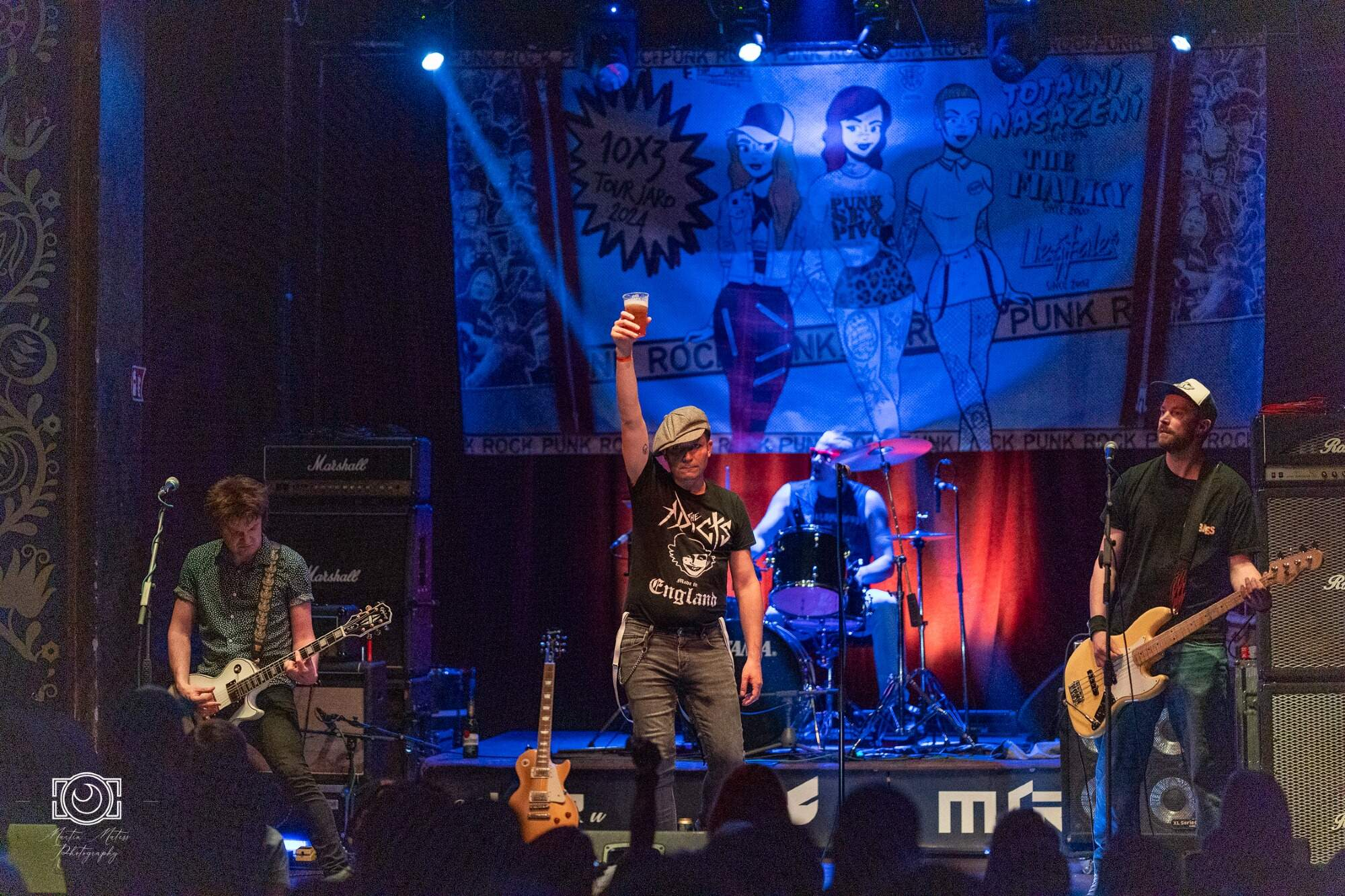

## Historie
Skupinu založili v létě 2002 zpěvák Radek Šedivý a kytarista Pavel Kolínský, poté, co se jim rozpadly tehdejší kapely. Brzy je doplnila bubenice Monika Škaroupková a v této sestavě odehrála Nežfaleš 13. 12. 2002 v Řevnicích svůj první koncert. Po přijetí druhého kytaristy a baskytaristy nahráli v srpnu 2003 první demo s názvem Pozor na uchy!. Následující roky provázely skupinu časté změny sestavy, z nichž nejdůležitější byl příchod bubeníka Petra Malého, který hraje s kapelou dodnes. S ním nahrávají živou nahrávku Prosek live (2004) a také CD ...Jak za války (2005). Píseň „Nože a karty”, ke které natočili i klip, se několikrát umístila na prvním místě hitparády Naděje Beatu rádia Beat a kapela i díky častému koncertování začala získávat na popularitě.
Nastavený kurz potvrdili následující rok albem Není čas na hrdinství a klipem k písni „Opouštím Paříž”, který se dostal do vysílání stanice Óčko. Není čas na hrdinství bylo zároveň posledním albem, které si skupina vydala sama, protože všechny další nahrávky počínaje CD Ber dokud dávám (2008) vyšly pod hlavičkou vydavatelství Cecek Records. V roce 2008 do kapely přišli baskytarista Moucha, který v ní hraje dodnes, a kytarista Degi. Na jaře následujícího roku jeli turné po českých klubech spolu se spřátelenou kapelou The Fialky a v roce 2010 vydali další album Pár lacinejch triků. Rok 2011 byl pro Nežfaleš jeden z nejtěžších, a to hlavně kvůli rakovinovému onemocnění bubeníka Petra.
Dalším albem je Každej klub i bar (2012), kterým kapela oslavila desáté výročí, a na kterém se již stihl objevit i nový kytarista Kráťa (ex Brain Drain). Nežfaleš tak krátce hrála s dvěma kytaristy, než se Degi rozhodl věnovat výhradně své skupině Saints & Sinners.

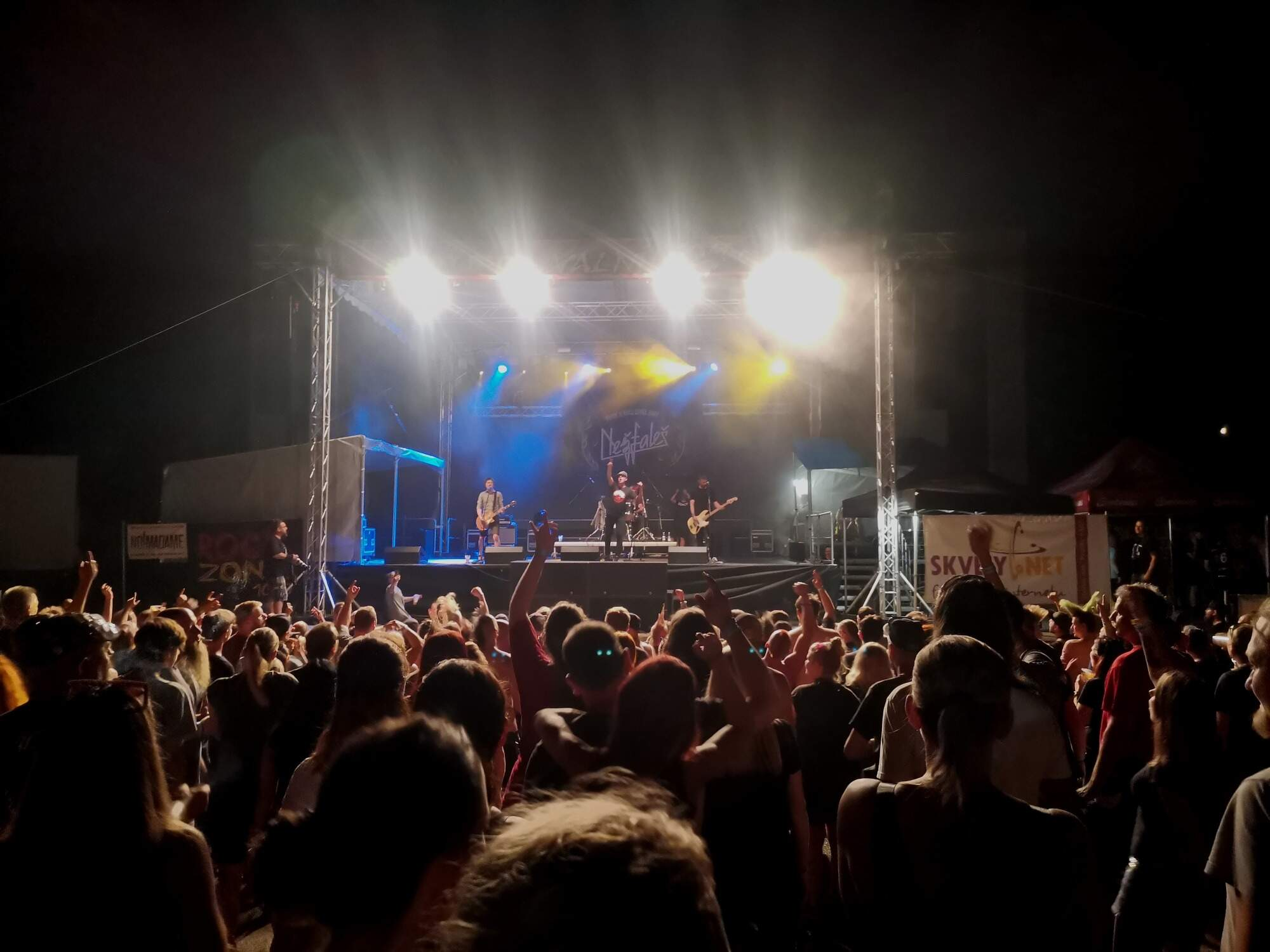

V roce 2013 vydala Nežfaleš píseň a klip „Modrá Vopice”, vzdávající hold stejnojmennému pražskému hudebnímu klubu, a odjela turné s českou punkovou legendou S.P.S. S touto skupinou také v roce 2014 natočila split EP „SPS vs. Nežfaleš”.
Na konci roku 2014 kapela vyhlásila pauzu na neurčito,  před kterou ještě stihla vydat singl „Lepší holku ve vesmíru už nepotkáš” s videoklipem. Během následujících dvou letech odehrála jen minimum koncertů (čtyři v roce 2015, deset v roce 2016 - především na letních festivalech).
V roce 2017 se kapela vrátila k aktivní činnosti, když nejdříve na jaře odjela klubové turné k 15. výročí vzniku, a následně v červnu vydala desku Zločin z vášně. 
V prosinci 2018 vydává kapela společný split 12" vinyl s brněnskou kapelou Supertesla a nepolevuje v aktivním koncertování.
Během covidové pandemie Nežfaleš připravila a natočila nové řadové album Šminky padlejch královen, které pokřtila v rámci online streamu z pražského klubu 007 v květnu 2021.
V roce 2022 kapela oslavila 20 let na scéně velkým výročním koncertem, podzimním turné a vydáním LP a CD Dvě desítky let, které obsahuje na hudebních nosičích nevydané singly a také tři novinky, z nichž zabodovaly klipem opatřená titulní skladba a také song Pravidla hry.

## Členové
- Radek Šedivý – zpěv
- Kráťa – kytara
- Moucha – baskytara
- Petr Malý – bicí

## Diskografie

### Studiová alba
- ...Jak za války – 2005
- Není čas na hrdinství – 2006
- Ber dokud dávám – Cecek Records, 2008
- Pár lacinejch triků – Cecek Records, 2010
- Každej klub i bar – Cecek Records, 2012
- Zločin z vášně – Cecek Records, 2017
- Nežfaleš / Supertesla split – Cecek Records, 2018
- Šminky padlejch královen – Cecek Records, 2021
- Dvě desítky let – Cecek Records, 2022

### EP
- SPS vs. Nežfaleš – split s SPS, Papagájův Hlasatel Records, 2014

### Kompilace
- Podtrženo/sečteno: výběr 2005 – 2007 – Cecek Records, 2009
- Best of Cecek years 2008 – 2012 – Cecek Records, 2015 (pouze MC)
- Dvě desítky let – Cecek Records, 2022 (3 novinky + starší singly nevydané na nosičích)
- ...Jak za války / není čas na hrdinství – Cecek Records, 2024 (vinylová reedice dvou nejstarších studiových alb)

### Demo
- Pozor na uchy! – 2003

### Živá nahrávka
- Prosek live – 2004